# CEPT

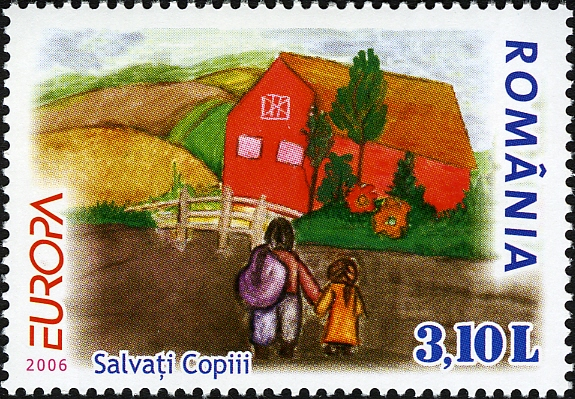
CEPT-frimärke från Rumänien (2006).

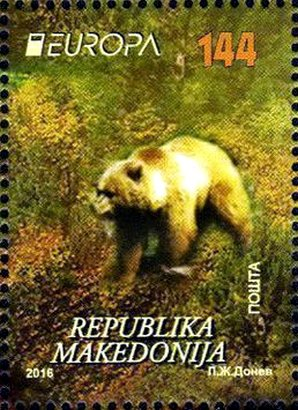
CEPT-frimärke från Makedonnien (idag Nordmakedonien) (2016).

CEPT, Conférence européenne des administrations des postes et télécommunications, är en europeisk samarbetsorganisation grundad 1959. Från början bestod CEPT av de 12 stora europeiska post- och teleoperatörerna i monopolställning, men mycket snart var antalet medlemmar uppe i 26. Syftet var att samarbeta i frågor som rörde marknadsföring, drift, lagstiftning och teknik.

## Historik
1988 skapades ETSI, The European Telecommunications Standards Institute, som fick ansvar för standardiseringsarbetet. 
1992 delades CEPT upp i Post Europe och ETNO, The European Telecommunications Network Operators' Association, vilket innebar att postverken och teleoperatörerna fick egna organisationer. Detta medförde att CEPT kom att fokusera på policyfrågor och juridiska spörsmål.
Sedan delningen har antalet medlemsländer i EU ökat, vilket medfört att CEPT nu har 45 medlemsländer.
CEPT fick nya arbetsuppgifter vid en konferens i Weimar 5–6 september 1995. I föreskrifterna för CEPT framgår det att CEPT skall:
- skapa ett europeiskt forum för diskussioner kring suveränitet och juridik vad avser frågor kring post- och telekommunikationsfrågor,
- tillhandahålla stöd för medlemsländerna i tvistefrågor om suveränitet och juridiska frågor,
- påverka målsättning och prioriteringar i europeiska post- och telekommunikationsfrågor genom gemensamma ställningstaganden,
- forma europeiska post- och telefrågor i de områden som faller under CEPT ansvarsområde,
- verka paneuropeiskt,
- stärka och utveckla samarbetet med öst- och centraleuropeiska länder
- marknadsföra och förenkla samarbetet mellan europeiska samarbetsorgan (d.v.s. genom personliga kontakter)
- genom samarbete påverka ITU och UPU i enlighet med europeiska mål
- på ett obyråkratiskt och kostnadseffektivt sätt och på tilldelad tid reagera på och agera utifrån nya omständigheter
- åtgärda vanliga frågeställningar på kommitténivå genom nära samarbete mellan de olika kommittéerna
- om möjligt ge sina resultat mer bindande karaktär än vad som tidigare varit fallet, i syfte att skapa ett gemensamt Europa vad avser post- och telefrågor.

I enlighet med ovanstående arbetar nu CEPT bara med policies, suveränitetsfrågor och juridiska spörsmål. Arbetet bedrevs tidigare i tre kommittéer:
- CERP, Comité européen de Réglementation Postale som handlägger postfrågor
- ERC, European Radiocommunications Committee
- ECTRA, European Committee for Regulatory Telecommunications Affairs.

De två sistnämnda kommittéerna arbetade med telekomfrågor. Kommittéerna hade till uppgift att handlägga standardiserings- och harmoniseringsfrågor, att utfärda rekommendationer och att fatta beslut.
2001 ersattes de två telekomkommittéerna med en gemensam kommitté i och med bildandet av Electronic Communications Committee, (ECC).

## Medlemmar i CEPT (2020)
Albanien, Andorra, Azerbajdzjan, Belarus, Belgien, Bosnien-Hercegovina, Bulgarien, Cypern, Danmark, Estland, Finland, Frankrike, Georgien, Grekland, Island, Irland, Italien, Kroatien, Lettland, Liechtenstein, Litauen, Luxemburg, Malta, Moldavien, Monaco, Montenegro, Nederländerna, Nordmakedonien, Norge, Polen, Portugal, Rumänien, Ryssland, San Marino, Serbien, Slovakien, Slovenien, Spanien, Storbritannien, Sverige, Schweiz, Tjeckien, Turkiet, Tyskland, Ukraina, Ungern, Vatikanstaten och Österrike.
I mars 2022 beslutade CEPT att utesluta Ryssland och Belarus med omedelbar verkan, detta som en konsekvens av den Ryska invasionen av Ukraina.